# توماس پائور
توماس پائور (استونیایی: Toomas Paur؛ زادهٔ ۱۷ مارس ۱۹۴۹)  سیاستمدار و نماینده مجلس اهل استونی بود.